# Mauzolej Hodže Ahmeda Jasavija
Mauzolej Hodže Ahmeda Jasavija (kazahski: Қожа Ахмет Яссауи кесенесі) je nedovršeni mauzolej u gradu Turkestanu, južni Kazahstan. Građevinu je naručio Timur Veliki, koji je vladao širokim područjem središnje Azije kao dijelom Mongolskog carstva, 1389. godine kako bi zamijenio manju građevinu iz 12. stoljeća koja je bila mauzolej pjesnika i sufističkog mistika Hodže Ahmeda Jasavija (1093. – 1166.). Perzijski graditelji su podigli 39 metara visoku kupolu na vitkom tamburu, uzgrađenu od opeke povezane mješavinom žbuke i gline. Ova dvostruka kupola, ukrašena zelenim i zlatnim keramičkim pločicama, visine 28 i promjera 18.2 metra, je najveća kupola u Srednjoj Aziji. Pretpostavlja se kako je glavni arhitekt (mimar) bio Hvaja Husein Širaci No, izgradnja mauzoleja je obustavljena nakon Timurove smrti 1405. godine i ostao je nedovršen.
Usprkos njegovoj nedovršenosti, mauzolej je preživio kao jedan od najstarijih i najbolje sačuvanih građevina tzv. "Timuruovog stila". On ima eksperimentalnu organizaciju prostora, inovativna arhitektonska rješenja konstrukcije svodova i kupola, te ukrašavanje pocakljenom opekom 
koje je postao prepoznatljiva odlika umjentosti koja se proširila cijelim carstvom i dalje. Zbog toga je upisan na UNESCO-ov popis mjesta svjetske baštine u Aziji i Oceaniji 2002.
Ovaj vjerski kompleks nastavlja privlačiti brojne hodočasnike iz cijele Središnje Azije i postao je utjelovljenje kazaškog nacionalnog identiteta.
- Mauzolej 1879. god.
- Kupola mauzoleja je najveća u Srednjoj Aziji
- Mauzolej Hodže Ahmeda Jasavija sprijeda
- Ukrasi na kupoli
- veliki brončani kalež u Mauzoleju

## Poveznice
- Grobnica šejha Safija
- Sultanija (Iran)
- Makli

## Vanjske poveznice
- detaljne informacije o Turkestanu i mauzoleju  Arhivirana inačica izvorne stranice od 26. svibnja 2011. (Wayback Machine)
- Sufijske dekoracije na mauzoleju
- Fotografije i kratak opis arhitekture  Arhivirana inačica izvorne stranice od 17. listopada 2007. (Wayback Machine) (engl.)